# Értéknövelő újrahasznosítás
Az értéknövelő újrahasznosítás vagy upcycling olyan újrahasznosítási eljárás, amelynek során a fölöslegessé vált anyagot legalább annak korábbi minőségét megtartva hasznosítjuk újra, így az (elvileg) korlátlan számú alkalommal azonos típusú és minőségű termék gyártására alkalmas lehet.
Erre példa a zöld üveg, mely nagyjából egymillió év alatt bomlik le, így gyakorlatilag akárhányszor újrahasznosítható azonos minőségben.
Az értéknövelő újrahasznosítás az értékcsökkentő újrahasznosítással vagy downcyclinggal ellentétes fogalom, attól alapkoncepciójában és fenntarthatóságában is eltér.